# Ceraspis vulpes
Ceraspis vulpes är en skalbaggsart som beskrevs av Frey 1962. Ceraspis vulpes ingår i släktet Ceraspis och familjen Melolonthidae. Inga underarter finns listade i Catalogue of Life.